# Уайатт, Гарет
Га́рет Уа́йатт (англ. Gareth Wyatt) — валлийский регбист, тренер. На клубном уровне выступал за валлийские команды «Понтиприт», «Селтик Уорриорз», «Ньюпорт Гвент Дрэгонс», «Ньюпорт». Играл за сборные Уэльса по регби-7 и регби-15. Позиции — замыкающий (фулбек), крыльевой (винг).
В составе «Понтиприта» обладатель Кубка Уэльса 2002 года. В том же году стал финалистом Европейского кубка вызова. В победном полуфинале против «Лондон Айриш» (33:27) занёс попытку с передачи Гарета Бейбера. В сезоне 2002/03 вошёл в символическую сборную чемпионата Уэльса, составленную в результате опроса болельщиков в интернете. Всего в составе «Понтиприта» — 293 матча, 112 попыток, 680 очков.
В 2003 году, когда в Кельтской лиге и еврокубках от Уэльса стали выступать пять вновь созданных региональных франшиз, Уайатт стал игроком одной из них, «Селтик Уорриорз» (созданной на базе «Понтиприта» и «Бридженда»). В 2004 году, после расформирования «Селтик Уорриорз», Уайатт присоединился к другой валлийской франшизе Кельтской лиги, «Ньюпорт Гвент Дрэгонс», где и выступал по 2009 год. Он занимает 4-е место по количеству занесённых попыток в истории клуба «Дрэгонс» (29 попыток).
В 1997 году дебютировал в тестовых матчах за сборную Уэльса по регби-15, против Тонги, занёс в этой игре попытку. В 2003 году сыграл свой второй и последний тестовый матч за Уэльс, против Румынии.
Участник двух чемпионатов мира по регби-7 (1997, 2001). На чемпионат мира 1997 года был заявлен после того, как сразу четыре валлийских игрока получили травмы в матче Кубка пяти наций с Англией. Участник Игр Содружества 1998 и 2002 года, в 2002 году в матче группового этапа против Шри-Ланки (55:7) занёс четыре попытки. Был включён в состав сборной Уэльса на Игры Содружества 2006 года, однако не смог принять участие в турнире из-за стрессового перелома ноги и был заменён на Гарета Бейбера. В Мировой серии — 18 матчей, 42 очка, 8 попыток.